# 교황 그레고리오 5세
교황 그레고리오 5세(라틴어: Gregorius PP. V, 이탈리아어: Papa Gregorio V)는 제138대 교황(재위: 996년 5월 3일~999년 2월 18일)이다. 본명은 브루노(Bruno)이다. 신성 로마 제국의 황제 오토 1세의 딸 리우르가르트와 로렌과 프랑켄의 공작 콘라트 적왕의 손자이며, 황제 콘라트 2세의 삼촌이었다.

## 생애
케른텐 공작 오토 1세의 차남이자 신성 로마 제국의 오토 1세 황제의 증손자로서 교황 요한 15세의 뒤를 이어 24세의 나이에 교황으로 선출되었다. 일찍이 성직을 원했던 그는 훌륭한 교육을 받고 추기경으로서 황실 경당에서 사촌인 오토 3세 황제의 의전 사제로서 봉사하였다.
그레고리오 5세는 독일인으로서 최초로 교황이 된 인물이다. 일부에서는 교황 보니파시오 2세(재위 530-532)를 최초의 독일인 교황이라고 주장하지만, 사실 그는 동고트족이다.

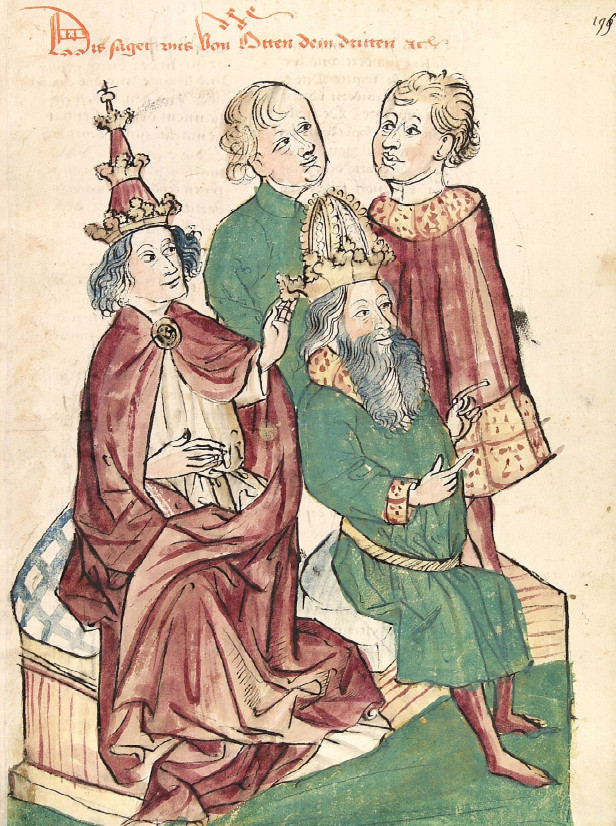
교황 그레고리오 5세와 오토 3세 황제

그레고리오 5세는 정치적으로 일관되게 로마에서 황제의 대리인으로 행동했으며, 신성 로마 제국의 많은 수도원에 특별한 권리를 부여하였다. 그가 교황이 된 후 한 첫 번째 활동은 996년 5월 21일 오토 3세를 황제로 대관시킨 것이다. 그리고 대관식이 있은 지 며칠 지나지 않아서 시노드를 소집했다. 시노드에서 그는 아르눌프에게 그의 주교좌인 랭스로 복귀할 것을 지시한 한편 제르베르(훗날의 교황 실베스테르 2세)를 주교좌를 찬탈한 죄로 비난하였다. 주교들을 지명할 권리를 주장한 로베르 2세는 프랑스 왕국 전역에 대한 교황의 파문 선언 때문에 결국 자신의 주장을 철회했으며, 혼인 문제 때문에 자신의 아내 베르타와도 결별해야만 했다.
997년 파비아 공의회에서 최종적으로 결정이 내려지기 전까지, 크레센티우스 2세와 로마의 귀족들은 사촌지간인 어린 황제 오토 3세의 뜻에 따라 교황으로 선출되었다는 이유를 내세워 그레고리오 5세를 반대하고, 대신 피아첸차의 대주교 요한 필라가토스를 대립교황 요한 16세(997–998)로 추대하였다. 그러나 크레센티우스 2세의 반란은 로마로 진격한 오토 3세의 군대에 의해 진압되었다. 대립교황 요한 16세는 도주했으며, 크레센티우스 2세는 산탄젤로 성에 감금되었다. 황제의 군대는 대립교황을 추적해 생포한 다음 그의 코와 귀, 혀를 잘라냈다. 또한 그의 눈을 멀게 만든 다음 오토 3세와 그레고리오 5세 앞에 끌고 가 공개적으로 모욕을 주었다. 대립교황 요한 16세는 이후 독일에 있는 풀다 수도원으로 보내져, 그곳에서 1013년 사망할 때까지 거주하였다. 한편 황제의 군대에 의해 포위된 산탄젤로 성은 998년에 함락되었으며, 크레센티우스 2세는 성벽에 목이 매달리는 교수형에 처해졌다.
그레고리오 5세는 어떠한 타살의 의혹 없이 998년 2월 18일 갑작스럽게 선종하였다. 그의 유해는 성 베드로 대성전 내부에 있는 교황 펠라지오 1세의 무덤 곁에 안장되었다. 그의 뒤를 이어 제르베르가 교황으로 선출되어, 교황 실베스테르 2세로 즉위하였다.